# Betanzos (Comarca)
Die Comarca Betanzos  ist eine Verwaltungseinheit Galiciens.
Aus dem historischen Namen „Mariñas de dos Condes“ (Hafen der zwei Grafen), entstammt die noch heute benutzte Bezeichnung Mariñano für die Bewohner der Comarca. Die Fläche von 676,84 km² entspricht 2,26 % der Fläche Galiciens.

## Gemeinden
| Gemeinde         | Einwohner (2024) | Fläche km² | Dichte Einw./km² | Cod INE | Postleitzahl |
| ---------------- | ---------------- | ---------- | ---------------- | ------- | ------------ |
| Aranga           | 1.799            | 119,65     | 15               | 15003   | 15317        |
| Betanzos         | 13.261           | 24,19      | 548              | 15009   | 15300        |
| Coirós           | 1.931            | 33,87      | 57               | 15027   | 15316        |
| Curtis           | 4.181            | 116,57     | 36               | 15032   | 15310, 15379 |
| Irixoa           | 1.326            | 68,59      | 19               | 15039   | 15313        |
| Miño             | 6.946            | 32,97      | 211              | 15048   | 15630        |
| Oza-Cesuras      | 5.151            | 151,60     | 34               | 15902   | 15380, 15391 |
| Paderne          | 2.387            | 39,83      | 60               | 15064   | 15314–15319  |
| Vilarmaior       | 1.252            | 30,35      | 41               | 15091   | 15637        |
| Vilasantar       | 1.229            | 59,22      | 21               | 15090   | 15807        |
| Comarca Betanzos | 39.463           | 676,84     | 58               | –       | –            |